# Leistes
Leistes — рід горобцеподібних птахів родини трупіалових (Icteridae). Представники цього роду мешкають в Південній Америці. Раніше їх відносили до роду Шпаркос (Sturnella), однак у 2017 році вони були переведені до відновленого роду Leistes.

## Види
Виділяють п'ять видів:
- Шпаркос савановий (Leistes militaris)
- Шпаркос білобровий (Leistes superciliaris)
- Шпаркос короткохвостий (Leistes bellicosus)
- Шпаркос великий (Leistes loyca)
- Шпаркос пампасовий (Leistes defilippii)

## Етимологія
Наукова назва роду Leistes походить від слова дав.-гр. λῃστης — крадій.